# 178088 Marktovey
178088 Marktovey este o planetă minoră (asteroid), cu un diametru de 3,236 km, din centura de asteroizi. A fost descoperită pe 27 septembrie 2006 la Jarnac Observatory⁠(d) de Jarnac Observatory⁠(d). 
Obiectul prezintă o orbită caracterizată de o semiaxă mare de 2,6330694604843 UAi, o excentricitate de 0,026231947227473, o înclinație de 9,4942924746784 ° în raport cu ecliptica.